# Eugenio Santoro

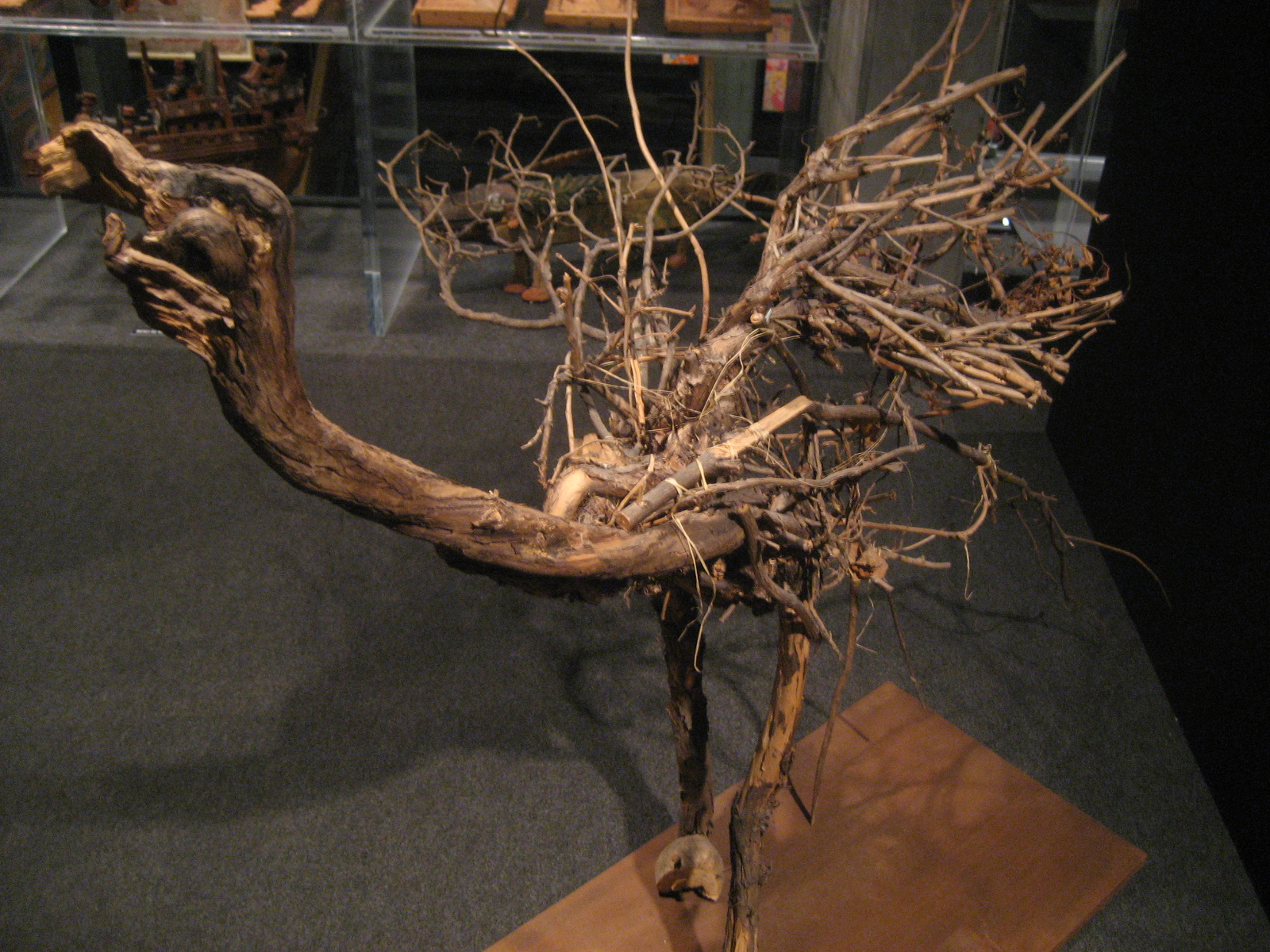
Arbeit von Eugenio Santoro

Eugenio Santoro (* 27. August 1920 in Castelmezzano, Italien; † 13. Mai 2006 in Courtelary, Schweiz) war ein Schweizer Bildhauer und Maler.

## Leben
Der gelernte Schreiner Santoro, 1920 im süditalienischen Castelmezzano geboren, wurde als Soldat 1940 in Albanien und Nordgriechenland eingesetzt. Nach seiner Entlassung aus einem deutschen Kriegsgefangenenlager und der Rückkehr in seine Heimat immigrierte Santoro angesichts der dort herrschenden Armut 1964 in die Schweiz, wo er in der Schokoladenfabrik Chocolats Camille Bloch arbeitete. Nachdem er 1979 ein Gemälde für seinen Arbeitgeber anfertigt hatte, wandte er sich der Kunst zu. Das Tagblatt zählt ihn zu den bedeutenden Art-Brut-Künstlern.

## Werke
Viele seiner Werke, aus Baumstämmen geformte, lebens- und teilweise auch übermenschengrosse Holzfiguren, Menschen- und Tierfiguren mit verzerrten Gesichtszügen, sind in der Collection de l’Art Brut in Lausanne zu sehen. In der Ausstellung Comme des bêtes – Ours, chat, cochon & Cie  im Musée cantonal des beaux-arts de Lausanne war er posthum mit Werken vertreten.
- Maria Maddalena[3]
- ohne Titel (Zeichnung, farbige Kreide)[4]